# Nouchka Fontijn
Nouchka Fontijn (Róterdam, 9 de noviembre de 1987) es una boxeadora neerlandesa de peso medio. Ganadora en la categoría de peso medio femenino en el Campeonatos de Europa de 2014, como en los Juegos Europeos de 2015, obtuvo la medalla de plata olímpica en Río de Janeiro 2016, así como el bronce en Tokio 2020. 

## Carrera
Natural de la ciudad de Róterdam (Países Bajos), estudió Fisioterapia en la Universidad de Ciencias Aplicadas de Róterdam.
Fontijn se inició en el boxeo amateur en 2007 y ha competido en la categoría de peso medio o 75 kg. Se convirtió en campeona de los Países Bajos por primera vez en 2009, prolongando durante varios años dicho título.
Ganó la plata en los Campeonatos de Europa de 2011 en Róterdam, tras perder en la final con Nadezhda Torlopova. Se hizo con el oro en los Campeonatos de Europa de 2014 en Bucarest. Al año siguiente, también obtenía el oro en los Juegos Europeos de 2015 celebrados en Bakú.
Ganó la plata en los Campeonatos del Mundo de 2016 en Astana y de nuevo la plata en los Juegos Olímpicos de Río de Janeiro 2016, en ambas ocasiones tras perder 3-0 ante Claressa Shields en la final.
Fontijn también compitió en los Juegos Olímpicos de Tokio 2020, donde ganó la medalla de bronce.